# Severo Sarduy

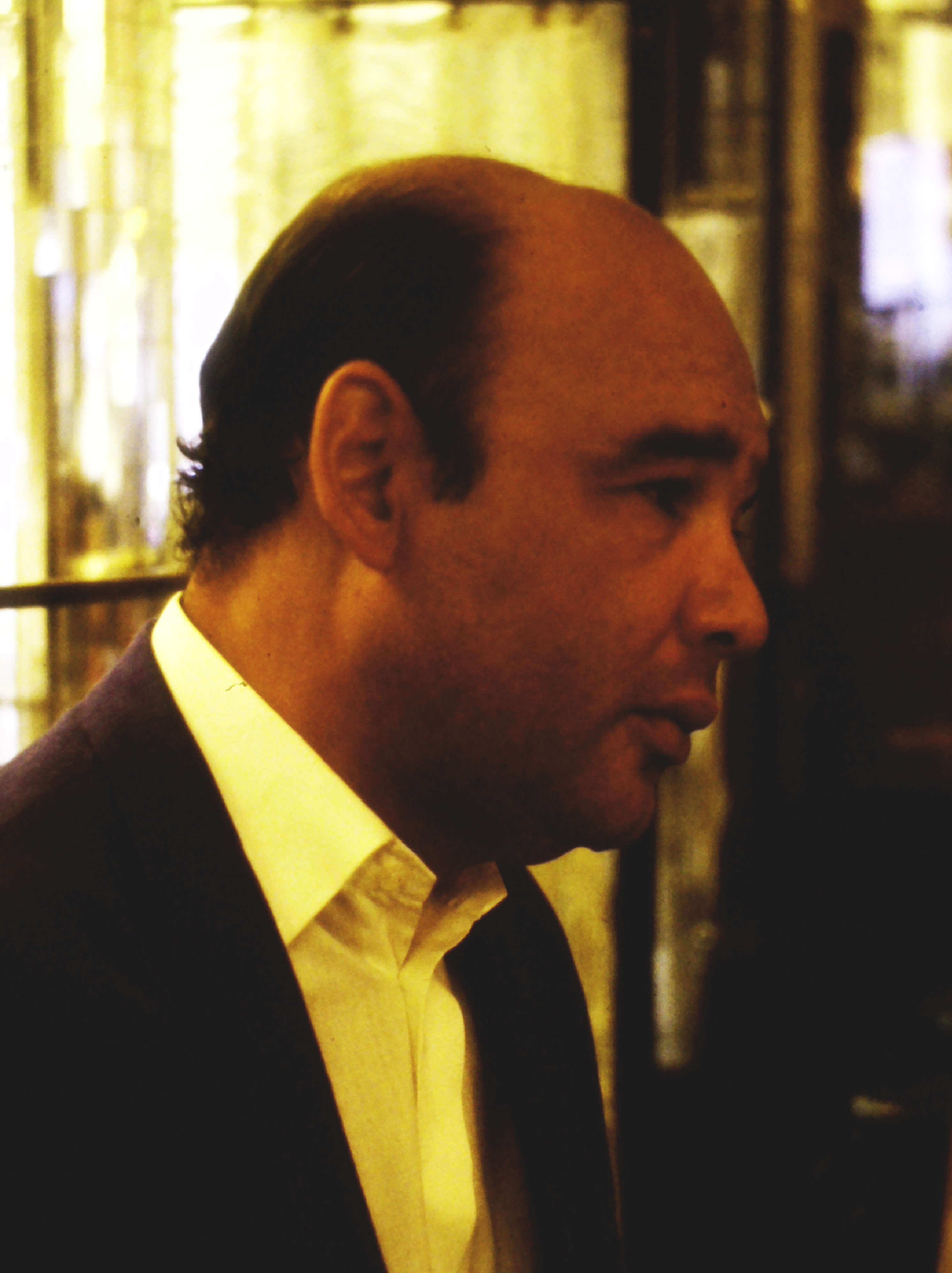
Severo Sarduy

Severo Sarduy (* 25. Februar 1937 in Camagüey, Kuba; † 8. Juni 1993 in Paris, Frankreich) war ein kubanischer Poet, Dramaturg und Kritiker der kubanischen Kunst und Literatur.

## Leben
Sarduy erwarb das Bachillerato, die kubanische Hochschulzugangsberechtigung, in Camagüey und begann 1956 ein Medizinstudium in Havanna. Nach der erfolgreichen Kubanischen Revolution arbeitete er für die marxistischen Blätter Diario libre und Lunes de revolución.
Als Sarduy 1960 für ein Studium an der École du Louvre nach Paris kam, schloss er Bekanntschaft mit der Intellektuellengruppe, die das Magazin Tel Quel herausgab.  Unter ihnen war auch der Philosoph François Wahl, Sarduys späterer Lebenspartner.
Sarduy arbeitete als Leser und Kritiker für Éditions du Seuil und als Produzent für den größten französischen Fernsehsender Radiodiffusion-Télévision Française.
1972 gewann Sarduy für seinen Roman Cobra den französischen Literaturpreis Prix Médicis. Er wird zu den größten spanischschreibenden Essayisten und Poeten seiner Zeit gezählt und ist neben José Lezama Lima, Virgilio Piñera und Reinaldo Arenas einer der wichtigsten kubanischen Autoren des 20. Jahrhunderts. Ein Teil seines Werkes beschäftigt sich explizit mit der männlichen Homosexualität und dem Transvestitismus.
Darüber hinaus war er auch ein mehr oder weniger heimlicher Maler. Nach seinem Tod wurde eine große Retrospektive seines Werkes im Museo Reina Sofía in Madrid gezeigt.
Sarduy starb an AIDS, kurz nachdem er sein autobiografisches Werk Los pájaros de la playa fertiggestellt hatte.

## Werke
- Gestos. 1963, deutsch: Bewegungen. Erzählung, a. d. Span. v. Helmut Frielinghaus. Frankfurt a. M., Suhrkamp 1968 [edition suhrkamp 266]
- De donde son los cantantes. 1967, deutsch: Woher die Sänger sind, a. d. kub. Span. v. Thomas Brovot. Berlin, Edition diá 1993; E-Book: Edition diá 2014, ISBN 978-3-86034-522-1 (Epub), ISBN 978-3-86034-622-8 (Mobi)
- Escrito sobre un cuerpo. 1969.
- Flamenco. 1970.
- Mood Indigo. 1970.
- La playa. 1971.
- La caída. 1971.
- Relato. 1971.
- Los matadores de Hormigas. 1971.
- Cobra. 1972.
- Barroco. 1974.
- Para la voz. 1977.
- Big Bang. 1974.
- Maitreya. 1978.
- La simulación. 1982.
- Colibrí. 1984, deutsch: Kolibri, a. d. kub. Span. v. Thomas Brovot. Berlin, Edition diá 1991; E-Book: Edition diá 2014, ISBN 978-3-86034-521-4 (Epub), ISBN 978-3-86034-621-1 (Mobi)
- El cristo de la Rue Jacob. 1987.
- Nueva inestabilidad. 1987.
- Ensayos generales sobre el barroco. 1987.
- Cocuyo. 1990.
- Pájaros de la playa. 1993, postum.

## Gedichte
- Flamenco. 1971.
- Mood Indigo. 1971.
- Big Bang. 1974.
- Daiquiri. 1980.
- Un testigo fugaz y disfrazado. 1985.
- Lucidez. Signos 1988.

## Preise
- 1972: Prix Médicis für Cobra.